# 巴雅庫
巴亞庫（克里奧爾語：Bayakou）是在海地太子港以清理旱廁中排泄物維生的體力勞動者。

## 背景
詳細請見 : 太子港
太子港是世界上缺乏下水道與汙水處理系統的最大城市，中央汙水處理廠不處理民生用水。2012年，太子港才開設第一座污水處理廠。

## 工作
巴雅庫在夜間工作。他們以團隊合作，用手工方式移除坑式廁所中累積的排泄物。移出的排泄物會被傾倒到地上、河裡、或由私人公司的卡車運至處理廠。為防止穢物汙染衣物，巴雅庫在工作時多是赤身裸體。

## 困境
惡劣的工作環境，使巴雅庫長期暴露於罹患霍亂等傳染病的危險中。
此外，因工作本身與排泄物有關，巴雅庫與其家人也面臨社會羞辱的壓力。